# Задача про розорення гравця
Розорення гравця — термін, що застосовується для позначення кількох пов'язаних концепцій теорії ймовірностей, а саме:
- гравець який піднімає ставку на фіксовану частку банкролу, коли виграє, та не зменшує ставку при програші, коли-небудь обов'язково розориться, навіть якщо математичне сподівання виграшу додатне.
- гравець з обмеженим капіталом, що грає в чесну гру (в якій матсподівання виграшу для обох гравців нульове) коли-небудь програє проти гравця з необмеженим капіталом.
- Попередній результат є висновком з однойменної теореми Гюйгенса. Теорема показує як обчислити ймовірність того, що один з гравців виграє послідовність ставок, яка триває доки в іншого гравця не закінчиться стек, якщо відомі стеки обох гравців, та ймовірність виграшу кожної ставки. І це напевне найстаріше математичне поняття відоме під цим ім'ям.
- Найпоширеніше застосування цього терміна сьогодні — це очевидний факт того, що гравець, який грає в гру з від'ємним сподіванням виграшу, обов'язково програє, незалежно від того, яким чином він робитиме ставки. Це ще один висновок з теореми Гюйгенса про розорення гравця.

## Теорема Гюйгенса про розорення гравця
Нехай у результаті кожного туру гри капітал гравця змінюється на одну копійку (±1). Гра закінчується при виконанні однієї із наступних умов: або гравець набирає капітал {\displaystyle a} копійок, або розорюється, тобто набирає 0 копійок. Знайти ймовірність розорення гравця.

### Розв'язок
Нехай x — початковий капітал гравця. Тоді використавши формулу повної ймовірності, якісь різницеві рівняння та числові ряди, ми дізнаємось, що ймовірність розорення дорівнює
{\displaystyle P(x)=1-{\frac {x}{a}}}